# Teateråret 1861

## Händelser
- 1 januari – Eugène von Stedingk efterträder Daniel Hwasser som chef för de kungliga teatrarna.[1]

## Årets uppsättningar

### Maj
- 4 maj - Louise Stjernströms pjäs Johan Fredman har urpremiär på Mindre teatern i Stockholm [2].

### November
- 4 november - Louise Stjernströms pjäs Tvänne ringar har urpremiär på Mindre teatern i Stockholm [3].

## Födda
- 20 mars - Sigrid Arnoldson (död 1943), svensk operasångare.
- 16 april - Albin Lavén (död 1917), svensk skådespelare.
- 2 juni - Concordia Selander (död 1935), svensk skådespelare.
- 5 augusti - Anna Thorell (död 1939), svensk skådespelare.
- 16 augusti - Anna Lisa Hwasser-Engelbrecht (död 1918), svensk skådespelerska.

## Avlidna
- 17 januari - Lola Montez, 39, irländsk-amerikansk skådespelerska och dansös.
- 20 februari - Eugène Scribe, 69, fransk författare och dramatiker.
- 24 oktober - Elise Frösslind, 68, svensk operasångare.

### Fotnoter
1. ↑  Johannes Svanberg (1917-1918). Kungl. teatrarne under ett halft sekel 1860-1910: personalhistoriska anteckningar. Stockholm: Nordisk familjebok. sid. 11. Libris 287664
2. ↑  ”Dramawebben”. Arkiverad från originalet den 22 februari 2012. https://web.archive.org/web/20120222192602/http://www.dramawebben.se/pjas/johan-fredman. Läst 24 mars 2011.
3. ↑  ”Dramawebben”. Arkiverad från originalet den 14 februari 2012. https://web.archive.org/web/20120214074724/http://www.dramawebben.se/pjas/tvanne-ringar. Läst 24 mars 2011.